# Carter Braxton
Carter Braxton (16. září 1736 Virginie – 10. října 1797 Richmond) byl signatář Deklarace nezávislosti Spojených států a obchodník, politik a jeden ze zakladatelů Virginie. Carter Braxton, vnuk Roberta „Kinga“ Cartera, jednoho z nejbohatších a nejmocnějších vlastníků půdy a otroků, byl aktivní v zákonodárném sboru Virginie více než 25 let. Obvykle je spojován s Landonem Carterem, Benjaminem Harrisonem V, Edmundem Pendletonem a ostatními konzervativními politiky.

## Životopis
Carter Braxton se narodil v kaji King and Queen County ve Virginii dne 10. září 1736. Byl pokládán za mrtvě narozené dítě, jeho matka, Mary Carter Braxton, která zemřela krátce po jeho narození. Jeho dědeček z matčiny strany, Robert „King“ Carter, možná nejbohatší muž a největší vlastník půdy ve Virginii, odkázal 2 000 GBP své nejmladší dceři, která se stala pět měsíců po jeho smrti matkou George Braxona ml. Už jeho dědeček z otcovy strany George Braxton, Sr. byl jedním ze 100 největších vlastníků půdy v Northern Neck ve Virginii. (Northern Neck je nejsevernější ze tří poloostrovů na západním pobřeží Chesapeake Bay ve Virginii, další dva jsou Middle Peninsula a Virginia Peninsula, Střední poloostrov a Virginský poloostrov). George Braxton Sr. byl poprvé zvolen do House of Burgesses (legislativní orgán) v roce 1718 a byl znovu zvolen o devět let později spolu s Johnem Robinsonem, Jr., který se stal mluvčím House of Burgesses a patronem rodiny Braxtonů. Starší Braxton vlastnil nejméně jednu loď pojmenovanou Braxton, se kterou obchodoval se Západní Indií a jinde, a byl agentem pověřeným prodejem černých otroků na plantáže ve Virginii. Zemřel ve věku 71 let, když bylo Carterovi dvanáct; jeho nejstarší syn (Carterův otec) George Jr. se po jeho smrti stal delegátem za kraj „King and Queen County“ v roce 1742, ale i on nedlouho zemřel (v roce 1749). John Robinsonem, Jr. a soused Humphrey Hill se stali opatrovníky Cartera i jeho o tři roky staršího bratra George, který zdědil Newington a různé pozemky v King and Queen a Essex County.
Braxton se vzdělával na univerzitě College of William & Mary stejně jako jeho otec a bratr. V 19 letech se oženil s Judith Robinson, bohatou dědičkou a neteří Johna Robinsona, Jr. Ta o dva roky později zemřela stejně jako Carterova matka krátce po porodu a zanechala Braxtonovi dvě dcery, Mary a Judith. Mladý vdovec brzy odcestoval na dva roky do Anglie.
Po návratu do kolonií v roce 1760 prodal Braxton Elsing Green, kde žil s Judith, a znovu se oženil s Elizabeth Corbin, nejstarší dcerou Richarda Corbina, zástupce generálního ředitele pro Majesty's Revenues in Virginia (Výnosy jeho Veličenstva ve Virginii), která mu přinesla věnem 1000 liber.

### Obchodník a majitel plantáží
Carter Braxton si krátce po druhém sňatku koupil malý škuner a věnoval se obchodu. Rozvíjel obchod mezi Západní Indií a americkými koloniemi, navazoval vztahy s firmami Bayard & Son z New Yorku a Willing & Morris z Filadelfie. Také řešil problém s firmou Brown brothers z Providence, hlavního města Rhode Island, kteří během francouzsko-indiánské války zanechali obchodu s otroky a tyto transakce možná ještě nebyly dokončeny. Ať už Braxtonovy obchodní společnosti s otroky obchodovaly či ne, on a jeho bratr byli doprovázeni na College of William & Mary černým otrokem.
Braxton později vlastnil mnohem více otroků na svých plantážích a neexistují žádné záznamy o jejich propouštění. Jeho životopisce poznamenává, že na konci revoluční války, i přes odprodej některých nemovitostí po smrti otce a bratra a své vlastní dluhy, Braxton vlastnil nejméně 12 000 akrů a 165 otroků. O šest let později, přes finanční problémy Braxton stále vlastnil 8 500 akrů, což ho stále dělalo jedním ze 100 největších vlastníků půdy v novém státě. Historik Alonzo T. Dill, také uvádí, že před svou smrtí Braxton prodal nebo dal svým příbuzným všechno kromě čtyřiceti dvou svých černochů a pravděpodobně mohl obdělávat pouze méně než polovinu zbývajících 3900 hektarů. Braxtonovy rasové postoje, i když běžné pro jeho třídu, byly v kontrastu s postoji jiného z vnuků krále Cartera, Roberta Cartera III. a George Masona IV., kteří během své legislativní kariéry bojovali proti obchodu s otroky. Většina osob se jménem Carter Braxton od konce občanské války jsou Afroameričané, pravděpodobně potomci otroků z Braxtonových plantáží.

### Politická kariéra
Braxton zahájil svou dlouhou politickou kariéru jako zástupce kraje King William County v House of Burgess ve Virginii, (legislativní orgán), kde se usadil v roce 1761. Jeho bratr George zemřel 3. října téhož roku a zanechal dluhy, takže rodina ztratila Newington (který shořel, už s jinými majiteli, v roce 1800). Přestože oba Braxtonové byli považováni za bohaté, jakož i za politické spojence mluvčího House of Burgess Johna Robinsona, když se v roce 1766 vyšel najevo skandál s jeho majetkem, ukázalo se, že patří k největším příjemcům bezúročných půjček odkoupených za papírové peníze, které měly být spáleny.
Kromě jeho povinností v House of Burgess byl Braxton šerifem kraje King William County (lukrativní postavení, pro které on krátce rezignoval na svou pozici v legislativě) a stal se plukovníkem milicí.
Ačkoli vždy považován za umírněného nebo konzervativního politika, podepsal Braxton First Virginia Association, protest proti Townshend Acts. Stejně jako jeho strýc Landon Carter nepodepsal Second Virginia Association, vyzývající k bojkotu anglického čaje a dalších komodit, ani Third Virginia Association, vybízející k bojkotu východoindických komodit. V roce 1774 se však Braxton vrátil do Williamsburgu jako delegát kraje King William County (s Williamem Aylettem) a připojil se k 108 dalším k Fourth Virginia Association (Čtvrtá Asociaci Virginie), která podporuje vytvoření místních výborů pro bezpečnost a dobrovolnických milicí. Když lord Dunmore zjistil ozbrojování milicí, Braxton pomohl vyjednat kompromis mezi kolegy zákonodárcem Patrickem Henrym a svým tchánem Corbinem, čímž odvrátil krizi.

### Umírněný revolucionář
Braxton byl „umírněným politikem během revoluce – často vnímán jako sympatizant k Britům (ale nikoli loajalistům).“ Ačkoli na některých zasedáních chyběl, zastupoval svůj kraj šestnáctkrát. Zúčastnil se také všech pěti zasedání Virginia Convention. V roce 1774 se Braxton připojil k Committee of Safety vytvořeném Patrioty ve Virginii. Předsedal výboru pro bezpečnost ve Virginii a předsedal zákonodárnému výboru, který zvažoval zákonné sankce pro konzervativce.
Když v říjnu 1775 Peyton Randolph neočekávaně ve Fildelfii zemřel, byl Braxton zvolen, aby zaujal jeho místo v kontinentálním kongresu. Sloužil v Kongresu od února 1776 do srpna, kdy Virginie snížila počet svých delegátů na pět členů. V této funkci Braxton podepsal Deklaraci nezávislosti, ačkoli předtím se proti ní vyjádřil jako předčasnou v Committee of the Whole a vysvětlil svůj postoj v několika dopisech svému strýci Landonu Carterovi. Braxton také kritizoval revolucionáře za brožuru, Address to the Convention, kterou vydal John Adams v reakci na jeho Thoughts on Government.
Poté se Braxton vrátil do House of Burgess, kde poděkoval a Thomasovi Jeffersonovi za práci. Voliči však nevybrali chybějícího Braxtona jako jednoho ze svých delegátů (takže v roce 1778 zmeškal tato dvě zasedání). Navíc, jeho dům u Chericoke vyhořel krátce před Vánocemi 1776, takže Braxton přestěhoval rodinu do Grove Haus blízko West Point ve Virginii, (který také v roce 1903 vyhořel). Po většinu své legislativní kariéry byl Braxton politický oponent rodiny Lee (od jeho zapojení do skandálu Johna Robinsona) a také se dostal do sporu s diplomatem Arthurem Lee, který byl aktivním odpůrcem otroctví. V letech 1776 až 1785 působil Braxton v 8 z 11 legislativních shromáždění a zúčastnil se 14 z 21 zasedání, se zvláštním zaměřením na moratoria dluhů a daní nebo jiné úlevy.

### Finanční potíže
Braxton investoval velké množství svého bohatství do americké revoluce. Stejně jako Robert Morris, Braxton půjčil peníze na revoluci, stejně jako financoval lodní dopravu a soukromý styk (a ztratil asi polovinu ze svých 14 lodí). Braxton spolu s ostatními obchodníky včetně Morrise a Benjamin Harrison) prodával ve Virginii a Karolíně tabák a konzervované maso a zajišťoval zbraně a střelivo (nepříliš neúspěšně, většina kolonií preferovala zbraně dodávané zahraničními vládami za výhodných podmínek), stejně jako pšenici, sůl, látky a jiné obchodní zboží. V roce 1780 kontinentální kongres pokáral Braxtona pro jeho roli v aféře Phoenixe 1777, kdy jeho kapitán zajal neutrální portugalské plavidlo plující z Brazílie, což vedlo k diplomatickému protestu. Britové také během války zničili některé Braxtonovy plantáže.
Kromě zadlužení, ke kterému došlo po úmrtích jeho otce a bratra, a díky svým relativně špatným zemědělským obchodním praktikám, Braxton si udělal válečné dluhy u kontinentálního kongresu a také u Roberta Morrise, které pomalu splácel. V roce 1786 prodal Braxton plantáž a pronajal si menší rezidenci („řadový dům“) v Richmondu, což mu (s odpisovanou papírovou měnou) umožnilo vrátit odkoupit zpět vlastní zadlužené panství Robinson v roce 1787.
V tomto roce Braxton také žaloval Roberta Morrise u soudu v okrese Henrico pro 28 257, ale soudní řízení pokračovalo osm let, než byli jmenováni komisaři, poté se Morris odvolal. Nakonec se odvolací soud ve Virginii vedený Edmundem Pendletonem rozhodl většinou ve prospěch Braxtona před tím, než byl Morris nucen vyhlásit bankrot pro jeho spekulacemi s půdou (i když Morris až do roku 1800 věřil, že vyhraje 20 000 liber). V roce 1791, Braxton také koupil Strawberry Hill u Richmondu pro svou manželku (nedostala nic po smrti svého otce, celý jeho majetek zdědili synové), a předal jej do správy svých synů, Carterovi Jr. a Corbinovi, kteří jej spravovali ve prospěch jejich matky. Braxtonův životopisec nevěří, že Braxton skryl aktiva před věřiteli tím, že je předal do správy příbuzných, i když se jeho vdova později pokusila získat zpět práva na majetek a otroky, které její manžel prodal v posledních letech. Jeho synové, Robert Page a John White (manželé Molly a Judith, jeho dcery z prvního manželství), zaplatili za Braxtona věřitelům více než 2 000 GBP.
Dne 15. listopadu 1785 byl Braxton zvolen do Council of State (státní rada). Braxton získal placenou funkci uvolněnou Williamem Nelsonem, Jr., a přestěhoval se do Richmondu, který se stal hlavním městem v roce 1780. Podruhé byl Braxton zvolen v roce 1794.
Braxton zemřel ve věku 61 let, ve svém domě v Richmondu 10. října 1797. Rodinné tradice tvrdí, že šerif hrabství Henrico Samuel Mosby stál u jeho dveří a pokoušel se vybírat dluhy, aby je nemusel zaplatit sám. Jeho vdova žila až do 5. července 1814.

## Odkaz
Životopisci spekulují, že Braxton mohl být zakladatelem rodinného klanu, protože on a jeho druhá manželka mohli mít až šestnáct dětí kromě jeho dvou dcer z prvního manželství. Ačkoli žádný z Braxtonových synů (George, Corbin, Carter Jr., John Tayloe, William) nepřežil svého otce, měli spolu se svými sestrami mnoho dětí, z nichž mnohé bojovaly v armádě Konfederace během americké občanské války, včetně vnuků.
Carter Braxton byl možná pohřben v Chericoke, které dodnes rodina vlastní. I když dům shořel v roce 1776, Braxton jej nechal přestavět a dal ho svému nejstaršímu synovi Georgeovi když se oženil s Mary Walker Carterovou (dcera Charlese Cartera Shirleye) v roce 1781 (majetek přežil v rodině i přes legální útoky věřitelů). Když byly rodinné hroby v roce 1910 přesunuty na hollywoodský hřbitov Hollywood Cemetery v Richmondu, nemohl být jeho hrob přenesen, nicméně byl pro něho na hřbitově postaven pomník. Nedaleký Elsing Green se také dochoval a je k dispozici pro turistům.
Kraj Braxton County ve West Virginii byl založena v roce 1836 a pojmenován na počest Braxtona. Ve 2. světové válce byla jedna z lodí třídy Liberty byla pojmenován na jeho počest SS Carter Braxton.
Archeologické naleziště v Newingtonu bylo v roce 2010 zařazeno do National Register of Historic Places (Národní registr historických míst).